# Goldkuckuck

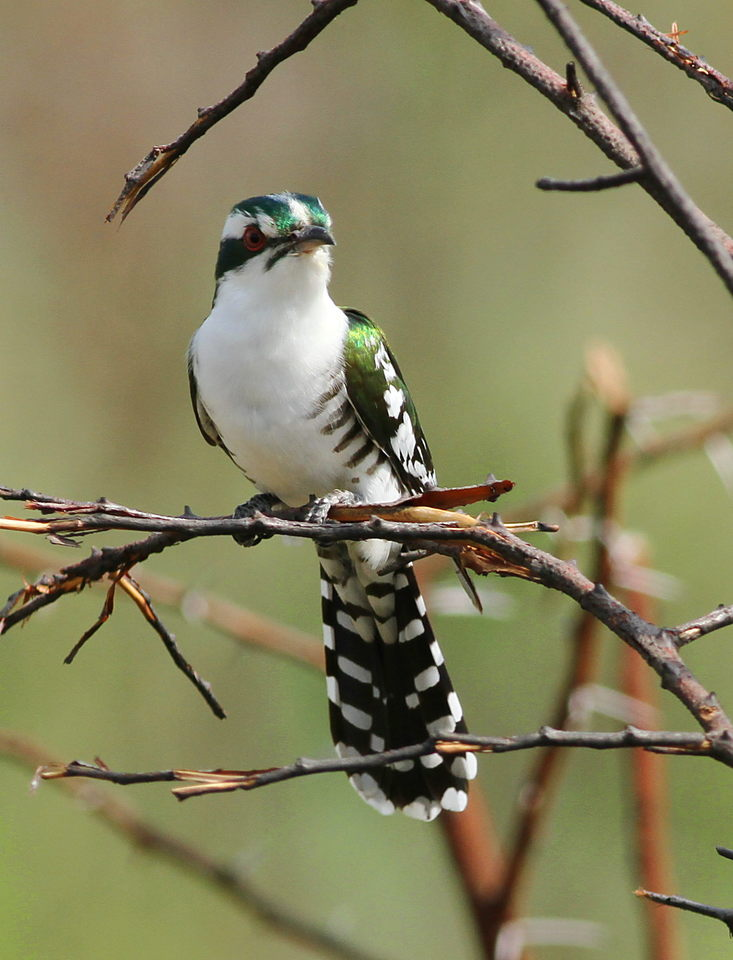
Goldkuckuck, Vorderseite eines Männchens

Der Goldkuckuck (Chrysococcyx caprius), auch Diderik- oder Diederik-Kuckuck, ist eine afrikanische Kuckucksart. Der Name „Diderik-Kuckuck“ verweist auf den Gesang des Männchens („dee-dee-dee-dee-derik“). Der Ruf ist einer der charakteristischen Laute des afrikanischen Buschs, da der Goldkuckuck die häufigste Kuckucksart Afrikas ist.
Der Goldkuckuck ist ein obligater Brutschmarotzer und zeigt zahlreiche Verhaltensanpassungen an dieses Merkmal, die auch bei dem in Mitteleuropa vorkommenden Kuckuck zu beobachten sind. Individuelle Weibchen sind dabei auf einzelne Wirtsvogelarten spezialisiert, ein Merkmal, das ähnlich wie beim eurasischen Kuckuck über die weibliche Linie weitervererbt wird. Die wichtigsten Wirtsvogelarten gehören zu den Webervögeln, einer Familie, die ansonsten nur noch vom Klaaskuckuck und vom Smaragdkuckuck als gelegentliche Wirtsvogelarten genutzt werden.
Es liegen keine Bestandsangaben für den Goldkuckuck vor, jedoch wird auf Grund des großen Verbreitungsgebietes und der Häufigkeit der Art von keiner Gefährdung seitens der IUCN ausgegangen.

## Merkmale
Der Goldkuckuck erreicht eine Körperlänge von bis zu 19 Zentimeter. Die Männchen wiegen zwischen 24 und 36 Gramm, die Weibchen zwischen 29 und 44 Gramm.
Der Geschlechtsdimorphismus ist bei diesem Kuckuck stark ausgeprägt. Das Gefieder des Männchens ist oberseits grün-glänzend gefärbt, die Flügel haben weiße Streifen. Die Brust und der Bauch sind ebenfalls weiß, während die Flanken in individuell unterschiedlichem Maße grün gesperbert sind. Iris und Orbitalring des Männchens sind rot; das Supercilium ist weiß. Mit seinem grünweißen Gefieder ist der männliche Goldkuckuck einfach zu identifizieren. Eine Verwechselungsmöglichkeit besteht lediglich mit dem zur gleichen Gattung gehörenden Klaaskuckuck.
Das Weibchen ist oberseits braun-glänzend gefärbt, die Kehle ist rötlich braun und die Flanken sind braun gesperbert. Die Sperberung ist bei den Weibchen ausgeprägter als bei den Männchen. Die Iris ist haselnussbraun bis grau. Der Orbitalring bei den Weibchen ist grau.
Jungvögel ähneln den Weibchen, der braune Teil des Gefieders ist jedoch bei einigen Individuen eher rötlich-braun statt wie bei dem Weibchen glänzend-braun. Die Jungvögel sind an der Kehle gesperbert und diese Sperberung geht über in die Sperberung am Bauch, den Flanken und der Unterschwanzseite. Der Schnabel ist bei vielen Jungvögeln korallenrot und wird erst mit zunehmendem Lebensalter dunkel.

## Verbreitung
Der Goldkuckuck ist eine afrotropische Art, wobei er ganzjährig entlang des Golfs von Guinea bis Äthiopien, sowie bis zur Demokratischen Republik Kongo und Tansania zu finden ist. In den Regionen nördlich und südlich dieser Region ist er ein Zugvogel. Sein Zug in diese Brutgebiete fällt meist mit der dortigen Regenzeit zusammen. Ein weiteres temporär besetztes Brutgebiet befindet sich an der Grenze des Jemens und des Omans. Im übrigen Subsahara-Afrika, sowie entlang der Sahelzone, kommt der Goldkuckuck nur während der Brutsaison vor. Im äußersten Süden des afrikanischen Kontinents ist er ab Mitte Oktober bis November zu beobachten. Er verlässt diese Region gewöhnlich im März, vereinzelt sind Goldkuckucke jedoch noch im Mai zu beobachten.

## Lebensraum und Lebensweise

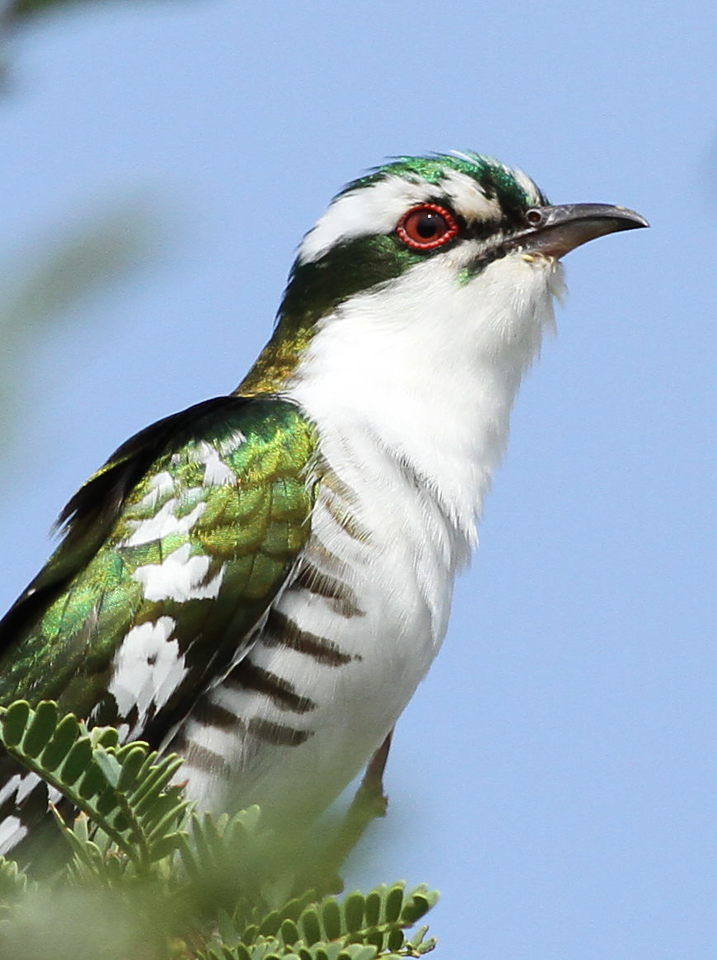
Männlicher Goldkuckuck, Kopf

Der Goldkuckuck bewohnt viele verschiedene Habitate, er hält sich jedoch grundsätzlich in offeneren Lebensräumen auf als andere afrikanische Kuckucke. Er ist sowohl in immergrünen Wäldern, Trockenwäldern, offenen Savannen als auch in Feuchtgebieten mit großen Schilfbeständen zu finden. Zudem besiedelt er anthropogene Habitate, wie Gartenanlagen und Plantagen. Er kommt bis in Höhenlagen von 2000 Meter über dem Meeresspiegel vor, häufig ist der Goldkuckuck jedoch nur in Regionen unterhalb von 1200 Höhenmetern. Er meidet außerdem aride Regionen, in denen permanente Wasserstellen fehlen.
Der Goldkuckuck ist für einen Kuckuck ein vergleichsweise auffälliger Vogel.  Gewöhnlich sucht er in Baumwipfeln nach Nahrung, seltener auch auf dem Boden. Beutetiere werden gewöhnlich gegen Äste geschlagen und der Darminhalt entfernt, bevor das Beutetier verschluckt wird.
Als Nahrung dienen dem Goldkuckuck vorwiegend Insekten, meist Raupen, die von Blättern oder vom Boden gepickt werden. Selten werden auch Samen verzehrt. Die meisten Raupen, die der Goldkuckuck frisst, sind nicht behaart. Bei Goldkuckucken, bei denen man den Mageninhalt untersuchte, fand man meistens jedoch auch behaarte Raupen, die von anderen Vögeln nicht gefressen werden. Das Fressen von behaarten Raupen wird sehr häufig bei Kuckucken beobachtet. Daneben zählen auch Heuschrecken, Termiten, Feuerwanzen, ausgewachsene Schmetterlinge, Schmetterlingspuppen und Käfer zur Nahrung. Im Mageninhalt fanden sich auch solche Schmetterlinge, die wegen ihres unangenehmen Geschmacks normalerweise nicht von Vögeln gefressen werden. Während adulte Goldkuckucke somit fast vollständige Insektivoren sind, werden die Nestlinge von Wirtsvogelarten aufgezogen, die überwiegend Samen fressen.

## Fortpflanzung

### Brutsaison
In Äquatorialafrika, der Region, in der der Goldkuckuck ein Standvogel ist, gibt es keine spezifische Brutzeit: Die Weibchen sind in der Lage, ganzjährig Eier abzulegen. Häufig löst jedoch Regen eine vermehrte Eiablage aus. Außerhalb von Äquatorialafrika lassen sich dagegen Brutzeiten unterscheiden. So kommt es im Norden von Senegal vor allem in den Monaten August bis Oktober zur Eiablage, in Nigeria von Januar bis Oktober. In Äthiopien werden eiablegende Goldkuckucke dagegen im Zeitraum Juni bis September beobachtet.

### Der Goldkuckuck als Brutparasit

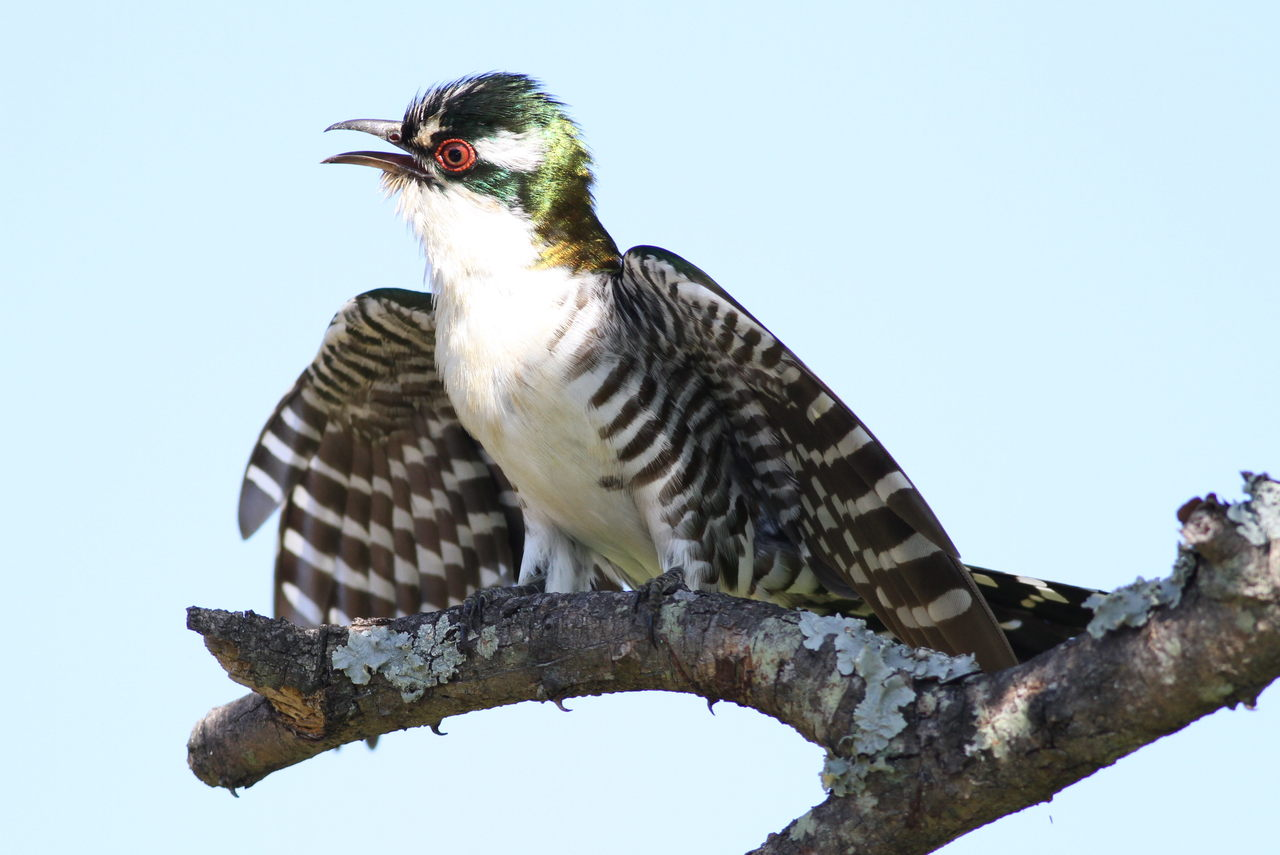
Rufender männlicher Goldkuckuck

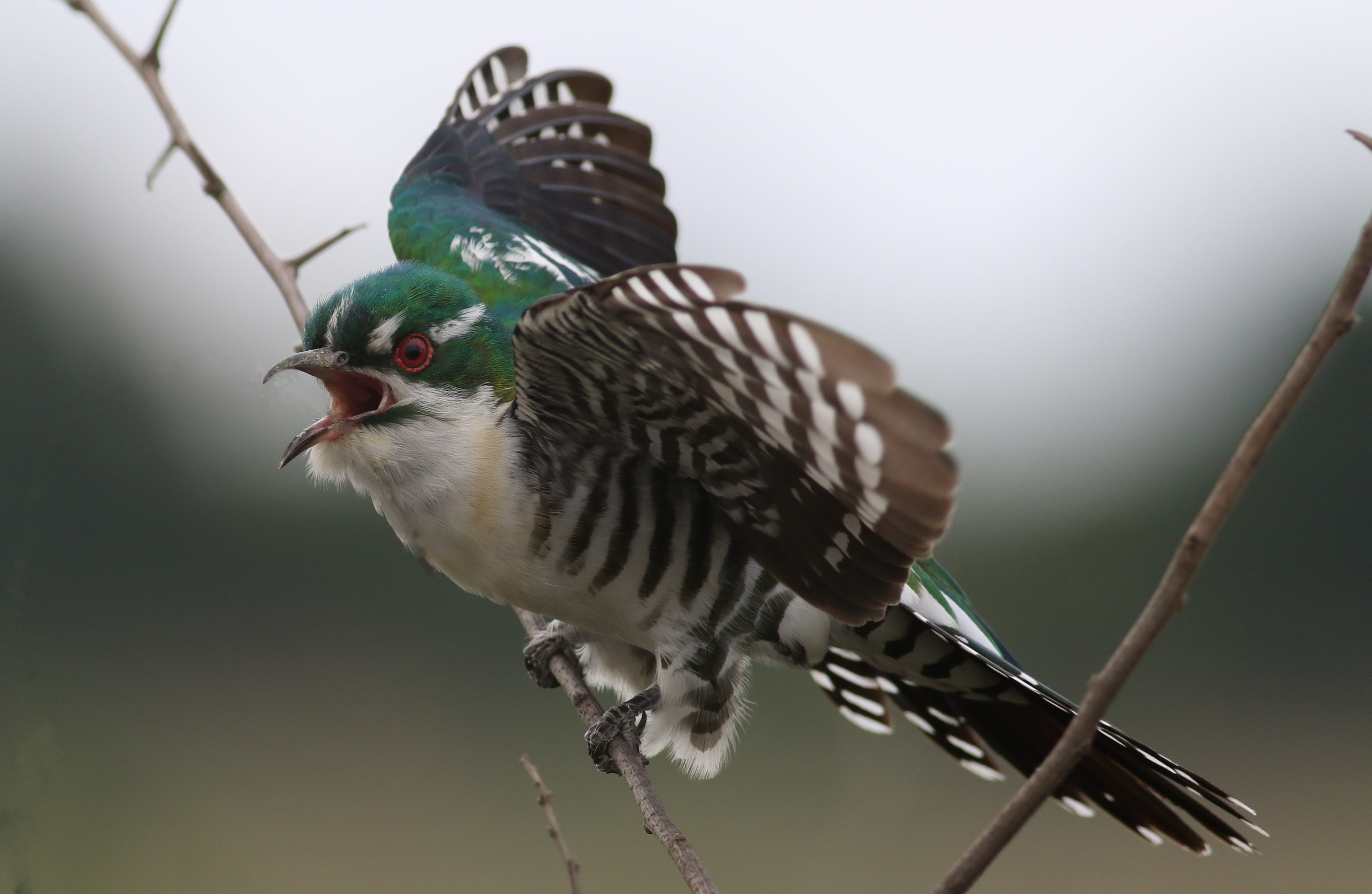
Goldkuckuck, rufend

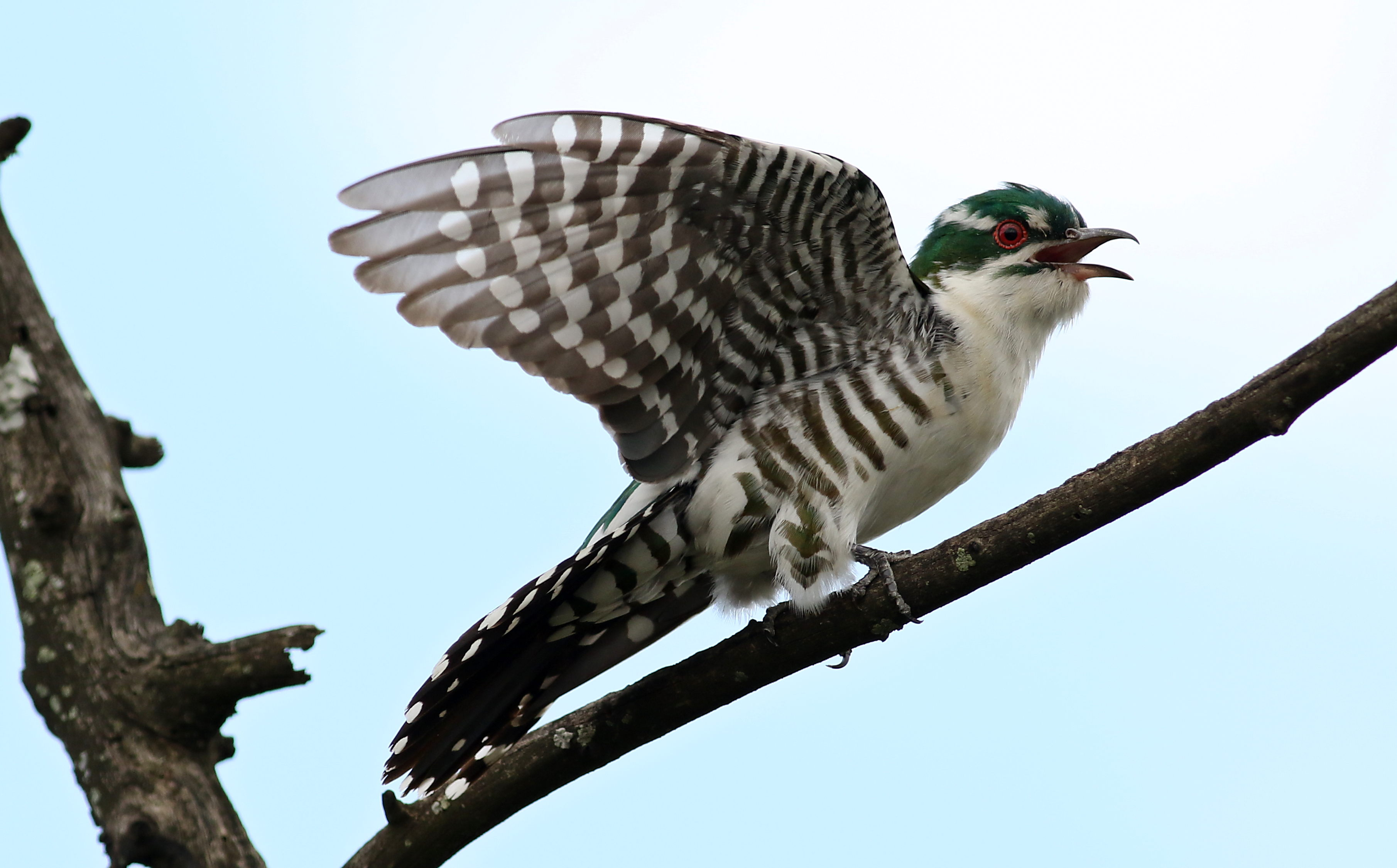
Männlicher Goldkuckuck, gut erkennbar die Sperberung der Körperseiten.

Wie alle anderen Vertreter der Gattung Chrysococcyx ist der Goldkuckuck ein Brutparasit, wobei die am häufigsten als Wirtseltern genutzten Arten zu der Familie der Webervögel gehören. Wie bei anderen Chrysococcyx-Arten werden Jungvögel teilweise von männlichen Goldkuckucken trotz des Brutparasitismus zusätzlich gefüttert. Gründe für die manchmal auftretende Brutpflege der Goldkuckucke sind nicht bekannt. N. B. Davies hält es für möglich, dass dieses Verhalten ein fehlgeleitetes Balzverhalten der Goldkuckucksmännchen ist. Die Männchen bieten während der Balz den Weibchen Futter an, gleichzeitig sind die unauffällig und variabel gefärbten Weibchen des Goldkuckucks den Nestlingen durchaus ähnlich.

#### Territoriales Verhalten
In einigen Regionen verteidigt das Männchen des Goldkuckucks eine Kolonie von Webervögeln als sein Territorium, indem es andere Männchen aus diesem Revier vertreibt und von auffälligen Ansitzwarten aus seinen Ruf hören lässt. Seinen Revierbesitz signalisiert es auch durch auffällige Flugmanöver, bei denen es bogenförmig mit hoch erhobenen Flügeln durch die Luft gleitet. Dem folgt eine Flugphhase, in der es wieder mit den Flügeln schlägt. Es kommt häufig zu Auseinandersetzungen mit Reviernachbarn, bei denen die Rufe der Männchen zu hören sind und es zu Verfolgungsjagden kommt, an denen mehrere männliche und weibliche Goldkuckucke beteiligt sind. Reviere sind zwischen 4 und 5 Hektar groß. In zahlreichen Fällen sind die Weberkolonien jedoch zu groß und ziehen zu viele Goldkuckucke an, so dass es zu keiner Revierverteidigung mehr kommt.

#### Eiablage und Wirtsvogelwahl
Die Weibchen des Goldkuckucks sind in der Lage, jeden zweiten Tag ein Ei zu legen und legen jeweils nur ein Ei in das Wirtsvogelnest. Untersuchungen legen nahe, dass sie insgesamt zwischen 16 und 21 Eier in der 10 Wochen langen Brutsaison legen können. Ähnlich wie beim Kuckuck sind die Weibchen auf einzelne Wirtsvogelarten spezialisiert und legen ein Ei, das dem des Wirtsvogels in Größe und Farbe sehr nahe ist. Auch dieses Merkmal teilen sie mit dem eurasischen Kuckuck.
Die Wirtsvögel des Goldkuckucks legen wie für tropische Vögel typisch Gelege, die normalerweise aus zwei bis drei Eiern bestehen. Ähnlich wie beim eurasischen Kuckuck gelingt dem Goldkuckuck ein Parasitieren nur dann, wenn er das Ei im richtigen Zeitpunkt ablegt: Es muss sich im Gelege bereits mindestens ein Ei befinden, das Gelege darf aber auch noch nicht vollständig sein. Da Vogelarten der gemäßigten Klimazone Gelege haben, die meist doppelt so groß sind, hat der Goldkuckuck eine im Vergleich zum eurasischen Kuckuck wesentlich kürzere Zeitspanne, um sein Ei in das Nest des Wirtsvogels zu legen.
Die Weibchen der Goldkuckucke beobachten die Nester der Wirtsvogel von nahe gelegenen Ansitzwarten, um den richtigen Zeitpunkt zur Eiablage abzupassen. Das Weibchen fliegt dann sehr schnell zu dem ausgespähten Nest, nimmt ein Ei des Geleges mit dem Schnabel auf und legt ihr Ei dann innerhalb weniger Sekunden in das Nest. Diese schnelle Eiablage ist ein typisches Merkmal brutparasitierender Vogelarten: Wirtsvogelarten geben häufig ihr Gelege auf, wenn sie Kuckucke am Nest beobachten. Sie reagieren auch häufig aggressiv auf die Kuckucke. In mindestens einem Fall ist belegt, dass ein Maskenweber einen ausgewachsenen männlichen Goldkuckuck tötete.

#### Nestlinge
Die Nestlinge des Goldkuckucks schlüpfen nach einer Brutdauer von 11 bis 12 Tagen. Sie verlassen damit gewöhnlich ein bis drei Tage früher als ihre Nestgeschwister das Ei. Erst an ihrem zweiten oder dritten Lebenstag beginnen diese Nestlinge die im Nest befindlichen noch nicht geschlüpften Eier oder die anderen Nestlinge aus dem Nest zu werfen. Jungvögel des Kuckucks tun dies bereits innerhalb der ersten Lebensstunden – der Verhaltensunterschied wird dadurch erklärt, dass ein Nestling des eurasischen Kuckucks um ein Mehrfaches größer ist als seine Nestgeschwister. Der Größenvorteil des Goldkuckucksnestlings beträgt jedoch nur zwischen 15 und 50 Prozent. Es scheint, dass Goldkuckucknestlinge erst etwas heranwachsen müssen, um ihre Nahrungskonkurrenten beseitigen zu können. Gleichzeitig ist der Herauswurf von Eiern und Nestlinge aus einem Kugelnest schwieriger als aus einem offenen Nest, in dem die eurasischen Kuckucke gewöhnlich heranwachsen.

### Wirtsvogelarten

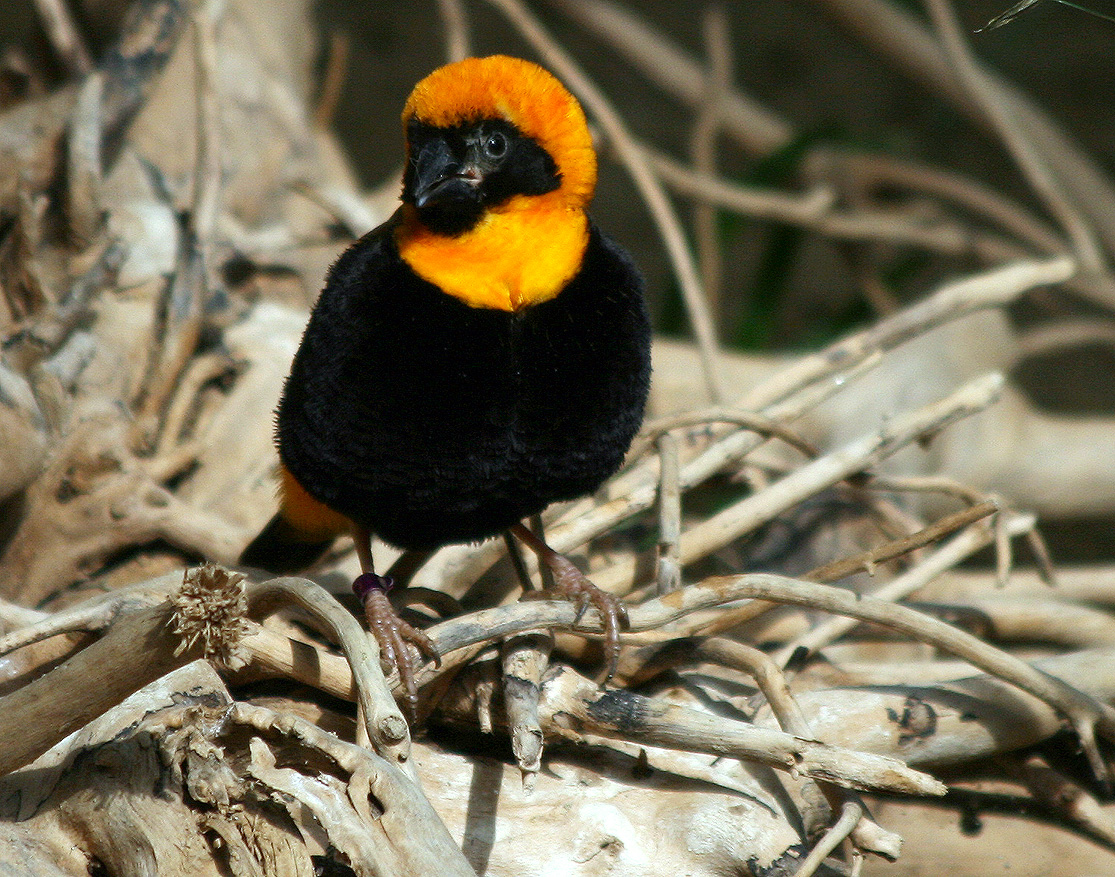
Oryxweber, einer der Wirtsvogelarten des Goldkuckucks

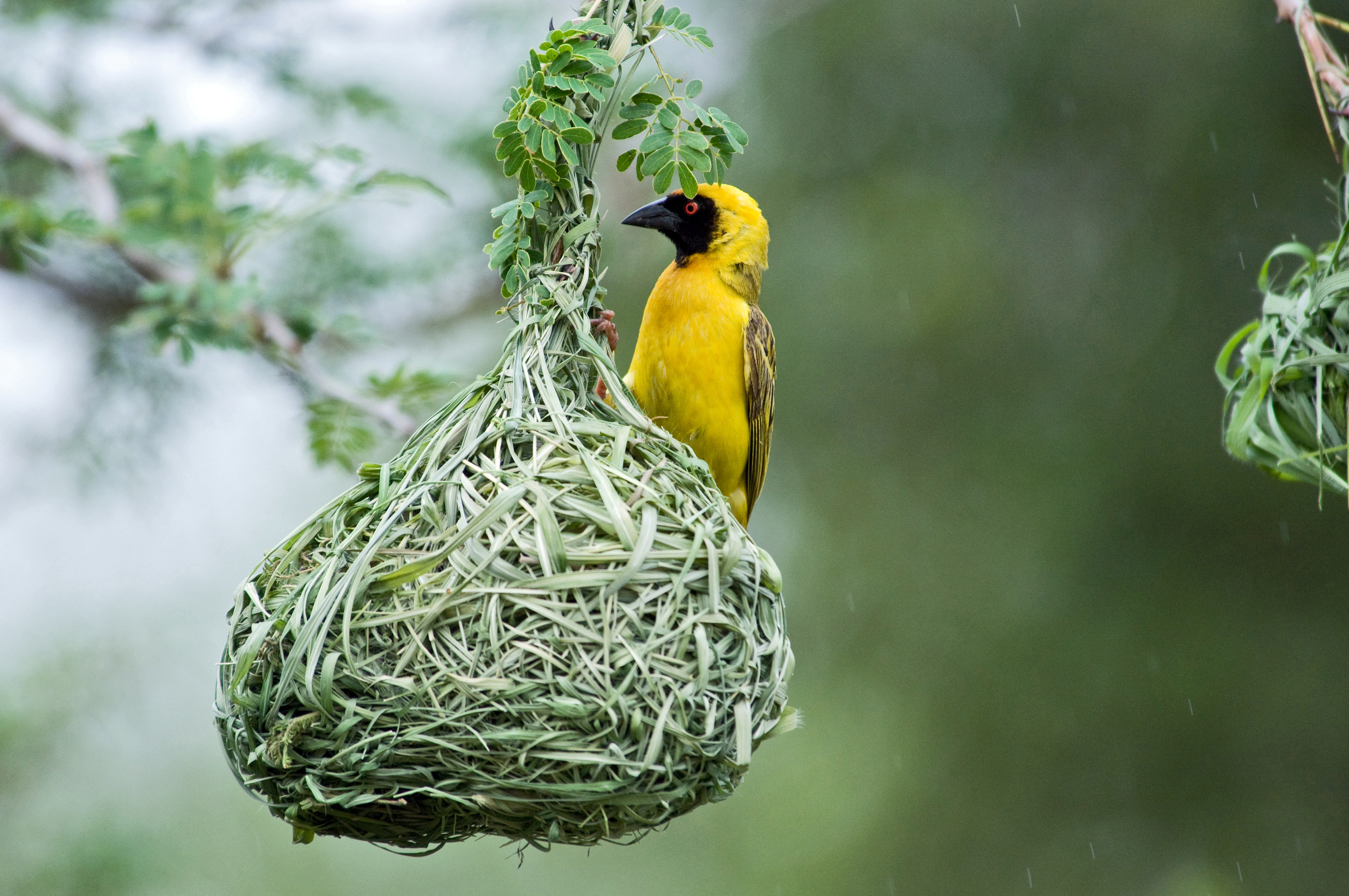
Nest des Maskenwebers, einer weiteren Wirtsart

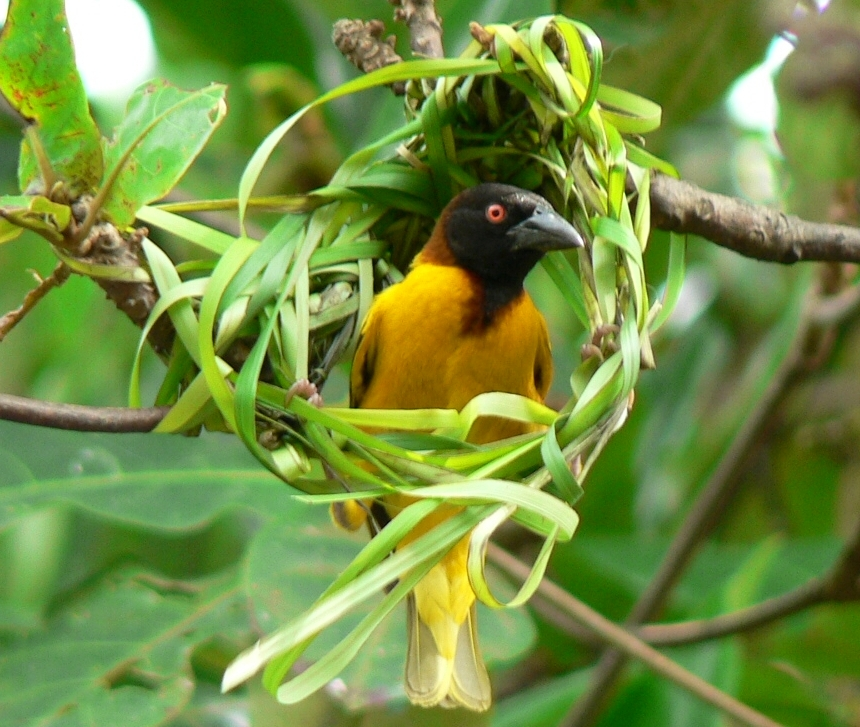
Männchen des Dorfwebers beim Nestbau

In Südafrika, wo das Verhalten des Goldkuckucks besonders gut untersucht ist, stellen sechs Vogelarten die wichtigsten Wirte für diese Art dar. Die Eier dieser Wirtsvogelarten unterscheiden sich in ihrer Größe und Färbung, die Anpassung des Goldkuckucks an den jeweiligen Wirtsvogel geschieht, indem die Pigmentierung der Eierschalen in ihrer chemischen Zusammensetzung (Biliverdin und Protoporphyrin in unterschiedlichen Anteilen) vom Kuckuck repliziert wird.
- Die Oryxweber „weben“ ihre rundlichen Nester in Schilf, hohem Gras, in der Ufervegetation, in Mais- oder Zuckerrohrfeldern und sind Gemeinschaftsbrüter. Sie legen ungemusterte, türkisblaue Eier. Untersuchungen von Mitgliedern der University of Natal haben zeigen können, dass Oryxweber Eier entfernen, die sich von ihrem Gelege unterscheiden. Dazu zählen auch dunkelblaue Eier oder solche, die gefleckt sind. Angepasste Goldkuckuckweibchen legen jedoch Eier, die äußerlich nicht von denen des Oryxwebers zu unterscheiden sind. Die Oryxweber gaben allerdings unabhängig von dieser Eiermimikry ihr Gelege auf, wenn sie beobachten konnten, dass ein Kuckucksweibchen ihr Nest aufgesucht hat.[10]
- Kapweber (Ploceus capensis) brüten ebenfalls im Schilf und neben Schilf stehenden Bäumen. Sie haben wie der Oryxweber ungemusterte blaue Eier, die in ihrer Färbung den Eiern des Goldkuckucks entsprechen. Bislang ist nicht geklärt, ob wegen dieser einheitlichen Einfärbung die Weibchen des Goldkuckucks beide Arten parasitieren oder sich jeweils auf Oryxweber oder Kapweber spezialisieren.
- Der Kapsperling brütet in Bäumen, Büschen und Felsspalten. Er brütet sowohl allein als auch in Kolonien. Seine Eier sind weiß bis grünlich mit einer auffälligen Fleckung. Ein Teil der Weibchen des Goldkuckucks ist auf diesen Wirtsvogel spezialisiert und legt Eier, die denen des Kapsperlings entsprechen.[12]
- Der Cabanis-Weber (Plecous intermedius) brütet gemeinschaftlich in Bäumen und Büschen und legt reinweiße Eier. Ein Teil der Weibchen des Goldkuckucks ist an diese Wirtsvogelart angepasst und legt ebenfalls Eier mit dieser Färbung. Selbst in den Fällen, in denen der Cabanis-Weber in Kolonien mit anderen Webern zusammen brütet, finden sich Kuckuckseier ausschließlich in den Nestern dieser Art. Auch für diese Weber-Art ist nachgewiesen, dass sie solche Eier entfernen, die in ihrer Färbung nicht dem des Geleges entsprechen.[12]
- Masken-, Dorf- und Goldweber (Ploceus subaureus) haben sehr variabel gefärbte Eier. Die Untergrundfarbe kann weiß, rosa, beige, grün oder blau sein und die Eier sind entweder ohne jegliche Fleckung oder weisen eine leichte bis starke Fleckung auf. Durch in Gefangenschaft gehaltene Weibchen dieser drei Arten weiß man, dass die Eierfärbung individuell festgelegt ist, d. h. ein Weibchen legt immer gleich aussehende Eier. Bei den Weibchen der Goldkuckucke, die auf diese drei Arten als Wirtsvogel spezialisiert sind, findet man eine ähnliche Variabilität der Eierfärbung. Bei allen drei Weber-Arten haben die Weibchen auch artgleiche Eier entfernt, wenn diese von der Färbung ihres individuellen Geleges abweichen. Nach N. B. Davies kann dies ein Abwehrverhalten gegen das Parasitieren durch den Goldkuckuck sein, er hält es aber auch für möglich, dass die Weibchen des Goldkuckucks wissen, welchen Eiertyp sie legen und Eier bevorzugt in solche Nester ablegen, die ihrer Eierfärbung entsprechen. Dies ist bislang jedoch nicht nachgewiesen.[12]

Insgesamt weisen von 100 Nestern der genannten Vogelarten 2 bis 8 Nester ein Ei des Goldkuckucks auf. In Einzelfällen ist der Parasitierungsgrad jedoch deutlich höher und kann bis 65 % betragen. Beim Oryxweber ist der Parasitierungsgrad auch von der Größe der Kolonie abhängig. Je kleiner die Kolonie desto mehr Nester weisen Kuckuckseier auf. Ähnlich wie beim eurasischen Kuckuck ist der Parasitierungsgrad jedoch auch davon abhängig, wie weit die Kolonie von Büschen oder Bäumen entfernt ist, von denen aus die Goldkuckuckweibchen unbeobachtet geeignete Wirtsnester ausspähen können.

## Bestand
Der Goldkuckuck ist in weiten Teilen seines Verbreitungsgebietes ein häufiger Vogel. Er toleriert Veränderungen in seinem Lebensraum durch den Menschen und nutzt nicht nur die in Afrika eingeführten Eukalypten als Ansitzwarte, sondern ist auch häufig in Vorstädten anzutreffen.

## Einzelbelege
1. 1 2  Erhitzøe, Mann, Brammer, Fuller: Cuckoos of the World. S. 343.
2. ↑  Davies: Cuckoos, Cowbirds and Other Cheats. S. 82.
3. 1 2  Erhitzøe, Mann, Brammer, Fuller: Cuckoos of the World. S. 345.
4. ↑  Chrysococcyx caprius in der Roten Liste gefährdeter Arten der IUCN 2012. Eingestellt von: BirdLife International, 2012. Abgerufen am 28. August 2012.
5. 1 2 3  Erhitzøe, Mann, Brammer, Fuller: Cuckoos of the World. S. 344.
6. 1 2 3  Erhitzøe, Mann, Brammer, Fuller: Cuckoos of the World. S. 346.
7. ↑  Erritzoe et al., S. 345
8. ↑  Lovette et al. 2006
9. 1 2 3 4  Davies: Cuckoos, Cowbirds and Other Cheats. S. 88.
10. 1 2 3 4  Davies: Cuckoos, Cowbirds and Other Cheats. S. 83.
11. ↑  Davies: Cuckoos, Cowbirds and Other Cheats. S. 87.
12. 1 2 3  Davies: Cuckoos, Cowbirds and Other Cheats. S. 84.
13. 1 2  Davies: Cuckoos, Cowbirds and Other Cheats. S. 85.